# Sabkomelin
Sabkomelin (Memrik, SB-202,026) je selektivni parcijalni agonist M1 receptora. On je bio u razvoju za lečenje Alchajmerove bolesti. Sabkomelin je dospeo do faze III kliničkih ispitivanja, ali su dalja ispitivanja prekinuta zbog loših rezultata.